# Halowe Mistrzostwa Świata w Lekkoatletyce 1999 – bieg na 3000 m kobiet
Bieg na 3000 m kobiet – jedna z konkurencji rozgrywanych podczas halowych mistrzostw świata w lekkoatletyce w 1999, zmagania w niej odbyły się 7 marca.
Do konkursu zgłoszonych zostało 12 zawodniczek z 10 państw.
Zawody w tej konkurencji wygrała reprezentantka Rumunii Gabriela Szabó. Drugą pozycję zajęła zawodniczka z Maroka Zahra Ouaziz, trzecią zaś reprezentująca Stany Zjednoczone Regina Jacobs.

## Wyniki
| Miejsce | Zawodniczka           | Państwo           | Wynik   | Uwagi       |
| ------- | --------------------- | ----------------- | ------- | ----------- |
| 01 !    | Gabriela Szabó        | Rumunia           | 8:36,42 |             |
| 02 !    | Zahra Ouaziz          | Maroko            | 8:38,43 | AR          |
| 03 !    | Regina Jacobs         | Stany Zjednoczone | 8:39,14 | AR          |
| 4.      | Yamna Oubouhou        | Francja           | 8:41,63 | NR          |
| 5.      | Violeta Szekely       | Rumunia           | 8:47,80 | [ a ] [ 1 ] |
| 6.      | Olga Jegorowa         | Rosja             | 8:49,34 | PB          |
| 7.      | María Cristina Petite | Hiszpania         | 8:52,85 | PB          |
| 8.      | Wang Chunmei          | Chiny             | 8:53,44 | AR          |
| 9.      | Helena Javornik       | Słowenia          | 9:00,92 |             |
| 10.     | Akiko Kawashima       | Japonia           | 9:01,39 | NR          |
| –       | Rodica Moroianu       | Francja           | DNF     |             |
| –       | Andrea Šuldesová      | Czechy            | DNF     |             |